# Organismtanken

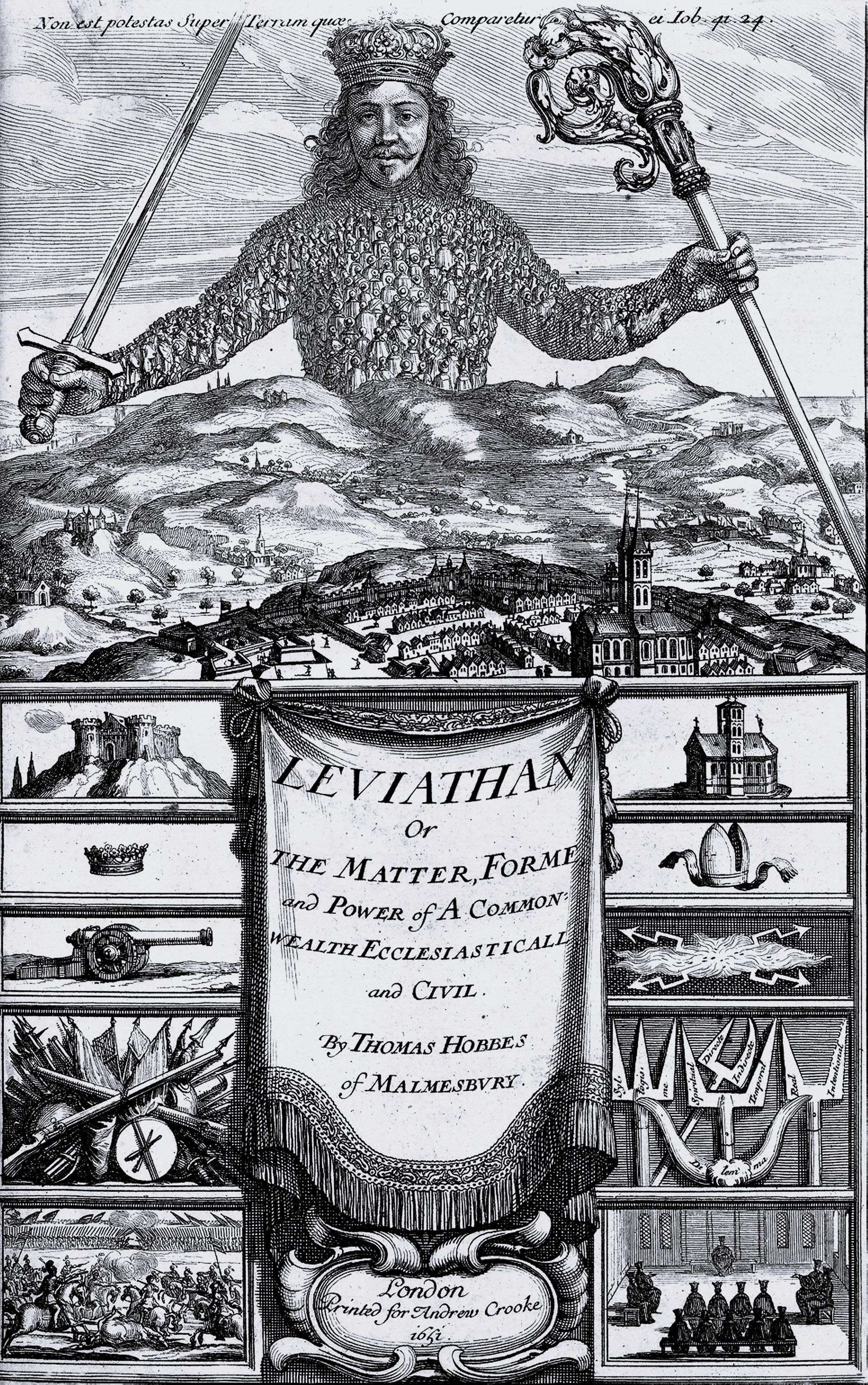
Frontespisen till Thomas Hobbes verk Leviathan (1651) visar en kropp av myllrande medborgare, med konungens huvud höjande sig över dem.

Organismtanken är en teori inom politisk filosofi, enligt vilken samhällets olika delar verkar i samklang på samma sätt som kroppsdelarna i en organism. Samhällsorganism och samhällskropp är lexikaliserade ord som ger uttryck för denna tanke.
Organismtanken formulerades redan under antiken, för att sedan utvecklas och vinna gehör under medeltiden. I modern tid är den främst förknippad med konservatism, eftersom teorin är oförenlig med liberalismens atomistiska syn på individen såväl som socialismens antagonistiska uppfattning om klasskamp och revolution. Vidare brukar liberaler ha en merkantil samhällssyn (se till exempel kontraktualism) och socialister en teknisk sådan (se till exempel social ingenjörskonst och socialkonstruktivism). Dessa rationalistiska uppfattningar av samhället skiljer sig från den metafysiska tolkningen av samhället som en naturlig organism.

## Historisk användning

### Antiken
Tanken om samhället som en organism har sitt ursprung i klassisk grekisk och romersk filosofi. Den atenske statsmannen Solon, som levde på 500-talet f.Kr., beskrev städer (poleis) i biologiska termer som "gravida" eller "sårade". Platons Staten gav metaforen en av dess mest inflytelserika utformningar. Hypereides betraktade härskaren som samhällets huvud och jämförde politiska kriser med biologisk sjukdom.
Organismtanken intog en central plats i den romerska republikens politiska tänkande och romarna var de första som grundligt utvecklade "kroppens" anatomi och försåg den med "nerver, blod, andetag, lemmar och organ". Under det första triumviratet år 59 f.Kr. beskrev Cicero den romerska staten som "döende av en ny sorts sjukdom". Lucanus använde många liknande bilder under den tidiga kejserliga eran på 60-talet e.Kr. Han skildrade diktatorn Sulla som en otyglad kirurg, som hade slaktat den romerska samhällskroppen när han höll på att skära ut dess förruttnade delar.

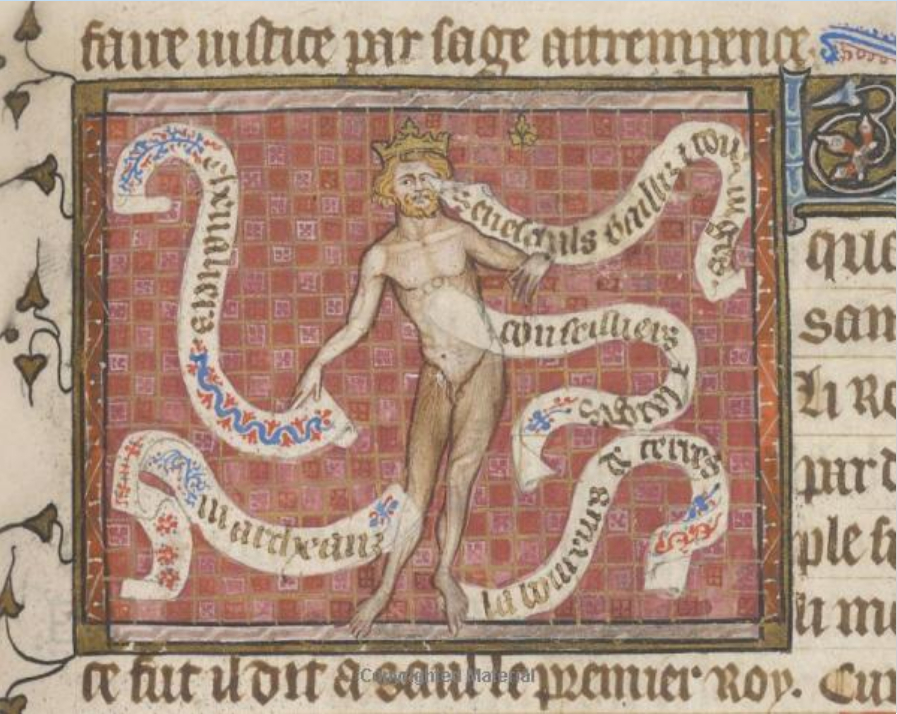
En visualisering av organismtanken i en fransk handskrift från 1300-talet.

### Medeltiden
Liknelsen av den politiska kroppen fortsatte att användas efter det västromerska rikets fall. Den neoplatonske filosofen al Farabi skrev att "den utmärkta staden liknar den perfekta och friska kroppen, vars alla lemmar samarbetar för att göra varelsens liv perfekt". Johannes av Salisbury gav metaforen en fulländad högmedeltida form: kungen var kroppens huvud; prästen var själen; rådmännen var hjärtat; ögonen, öronen och tungan var lagens domare; den ena handen, armén, höll ett vapen; den andra, utan vapen, utgjorde rikets rättvisa. Kroppens ben och fötter motsvarade gemene man. Varje medlem i kroppen hade sitt kall och varje individ var förpliktad att arbeta i harmoni för det gemensamma goda.
Under senmedeltiden medförde begreppet korporation idén om en juridisk betydelse för samhällskroppen. Justinianus I:s Corpus juris civilis blev grunden för medeltida civilrätt när den återupptäcktes på 1000-talet och kommenterades av glossatorerna. Baldus de Ubaldis kopplade idén om korporation till den antika tanken om samhällskroppen. För Baldus var inte bara människan, i aristoteliska termer, en "politisk varelse", utan hela befolkningen utgjorde en sorts politisk varelse i sig: en befolkning "har en regering som del av sin existens, liksom varje varelse styrs av sin egen ande och själ". Därefter blev metaforen om samhällskroppen framträdande i den medeltida fantasin. Dante framställde romarriket som en korporation i form av en kejsarörn, dess kropp bestående av själar. Den franska författarinnan Christine de Pizan diskuterade tanken ingående i Livre du Corps de policie (1407).
Teorin om samhällskroppen ledde också till en jämförelse med den teologiska tanken om kyrkan som en corpus mysticum, Kristi lekamen. Teorin om folket som ett corpus mysticum fanns också i Baldus, och tanken att kungariket Frankrike var en corpus mysticum utgjorde en viktig del av senmedeltida fransk juridik. På 1300-talet utvecklades doktrinen om att de franska konungarna var mystiskt gifta med samhällskroppen; vid Henry II:s kröning 1547 sades han ha "högtidligt gift sig med sitt rike".

## Modern användning

### Konservatism

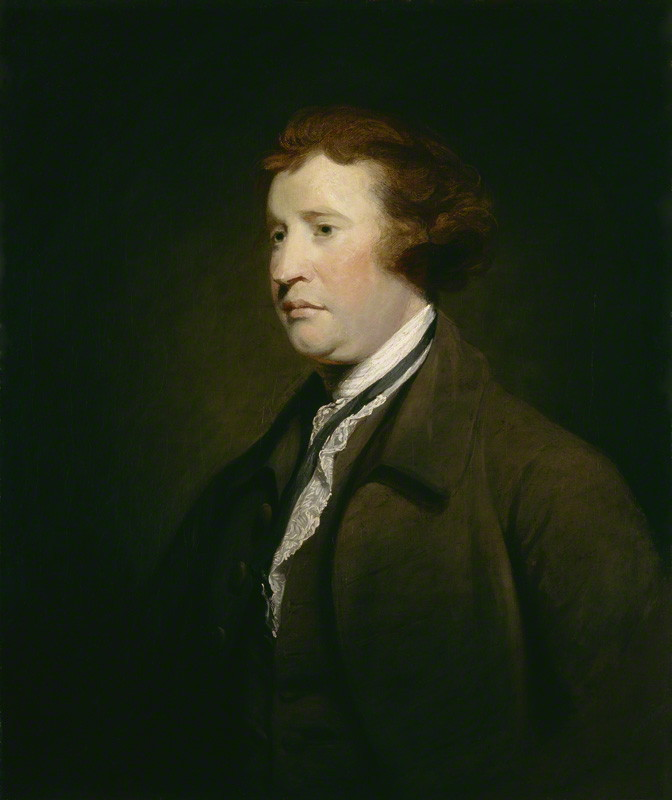
Edmund Burke (1729–1797) anslöt sig till organismtanken.

Organismtanken är central inom konservatismens samhällssyn. Den företräddes av konservatismens två viktigaste filosofer, nämligen Edmund Burke och G.W.F. Hegel. Lord Hugh Cecil skriver att "uppfattningen om staten såsom en svårgreppbar organism kan nästan kallas för grundtanken i Burkes politiska filosofi". Reidar Larsson skriver om den tidiga konservatismen i 1800-talets Tyskland och Frankrike: "Monarkin och ståndssamhället försvarades utifrån den s.k. organismteorin. Staten betraktades som en kropp, där kroppsdelarna utgjordes av de olika stånden."
Traditionellt har idén inneburit att olika samhällsgrupper har olika förpliktelser att fullgöra gentemot varandra. För de som befinner sig lägre ner i hierarkin är det viktigt att vara laglydiga medborgare och lyssna till auktoriteter. För de som befinner sig högre upp finns det krav på att föregå med gott exempel och utöva gott ledarskap. Klassisk i detta sammanhang är ståndpunkten "adelskap förpliktigar", noblesse oblige, enligt vilken moraliskt ansvarstagande följer av välstånd, makt och prestige. Det kan exempelvis röra sig om filantropi, utbildning eller mecenatskap.
Flera konservativa filosofer i Sverige har anslutit sig till organismtanken. En tidig banerförare i denna tradition var Christopher Jacob Boström:
| ” | Den svenska konservatismens främsta ideolog var filosofiprofessorn Christopher Jacob Boström (1797–1866). Enligt idealisten Boström är Gud den högsta idén, och det är i Gud som staten har sin yttersta grund. Staten är en levande organism. Den består inte av människor, den har människor till organ, och organens uppgift är att fullända staten som idé. De enskilda människorna har i denna organismtanke således att verka för helhetens bästa. | „ |

Adrian Molin framhåller organismtankens medeltida rötter i ett föredrag från 1934: "Mot en demokrati som just ingenting annat är än en illusion, ställes den konservativa samhällsuppfattningen, den organiska, varför icke säga rent ut den medeltida." Rudolf Kjellén hävdar att enskilda individer uppgår och sammansmälter med nationen ”liksom cellerna smälta samman i vår egen kropp”. Jakob E:son Söderbaum varnar emellertid för misstaget att uppfatta organismtanken som åsyftande en biologisk gemenskap med rasistiska förtecken; han framhäver att det i stället handlar om en "social gemenskap som bygger på samhällsinvånarnas ömsesidiga upplevelse av kulturell samhörighet".

## Liberal kritik
Givet den kollektivism som det innebär att betrakta samhället som en organism, ter det sig föga förvånande att teorin har fått utstå kritik från liberalt håll. Nationalekonomen Murray Rothbard, som grundade den mest extrema form av logiskt sammanhängande liberalism, den så kallade anarkokapitalismen, har skrivit följande:
| ” | Vi måste därför betona att "vi" inte är regeringen. Regeringen "representerar" inte majoriteten av befolkningen i någon egentlig mening. Men även om den gjorde det, även om 70 procent av folket bestämde sig för att mörda de återstående 30 procenten, skulle detta fortfarande vara mord och inte frivilligt självmord från den slaktade minoritetens sida. Ingen organisk metafor, ingen irrelevant plattityd om att ”vi alla är del av varandra”, får tillåtas fördunkla detta grundläggande faktum. | „ |